# 吴碧莲 (政治人物)
吴碧莲（1945年2月—），女，四川射洪人，中华人民共和国政治人物，曾任甘肃省财政厅副厅长，甘肃省人民政府副省长，甘肃省人大常委会副主任。